# 勝鬘院

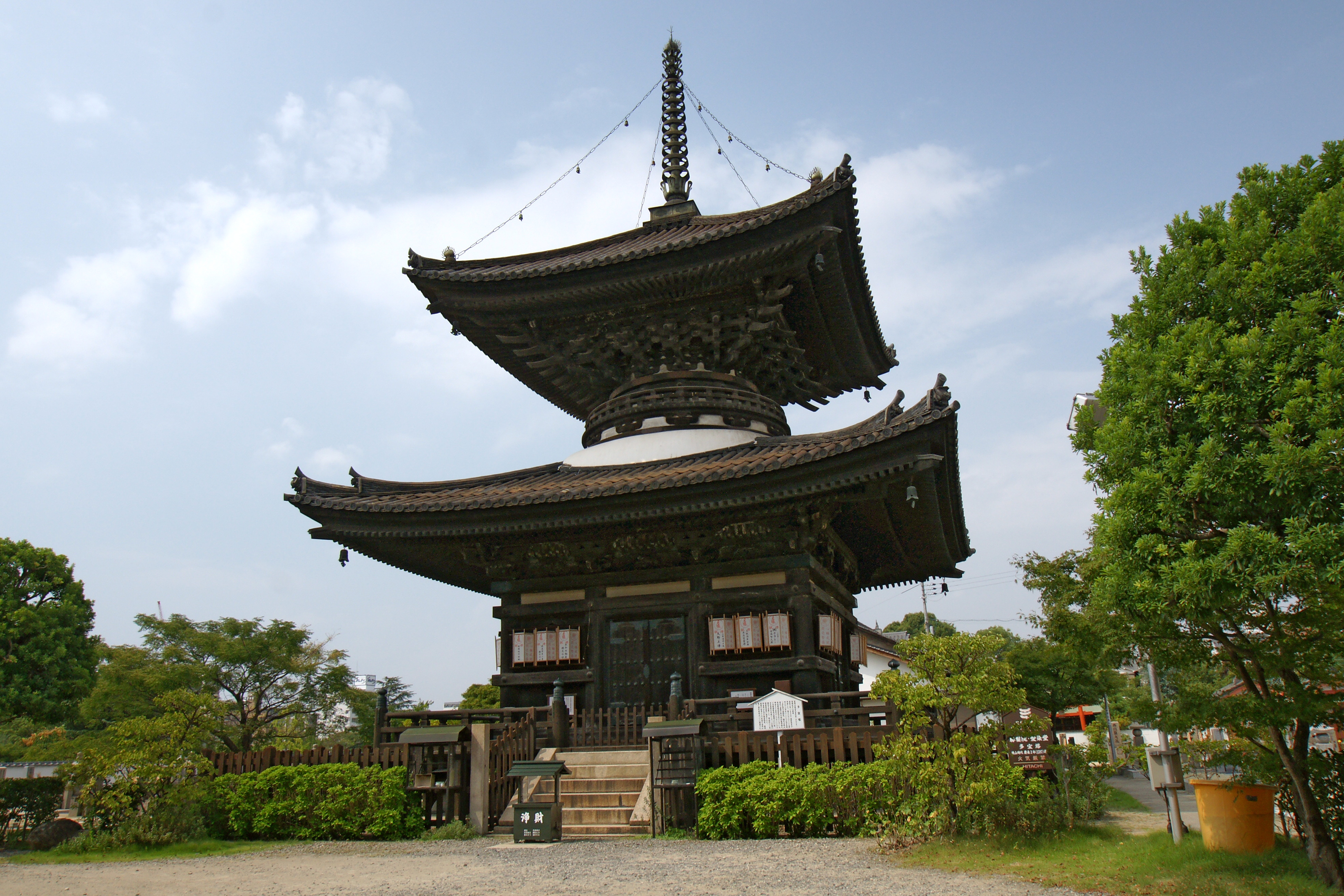
多宝塔（重要文化財）

勝鬘院（しょうまんいん）は、大阪市天王寺区にある和宗の寺院。山号は荒陵山。本尊は愛染明王。愛染堂とも呼ばれる。四天王寺別院。西国愛染十七霊場第1番札所。真言密教勝鬘流根本道場。多宝塔は大阪市内最古の木造建造物である。

## 歴史
寺伝によれば、この寺は聖徳太子が開いた四天王寺にある敬田院、施薬院、療病院、悲田院のうちの施薬院に始まると伝えられる。この施薬院の本堂に勝鬘夫人の像が祀られており、また聖徳太子が勝鬘経を講ぜられていたことから施薬院は勝鬘院とも呼ばれるようになっていった。
平安時代以降は金堂の本尊として愛染明王が祀られるようになると、勝鬘院は愛染堂とも呼ばれるようになった。
鎌倉時代には鎌倉幕府5代執権北条時頼から寺領を寄進されたという。13世紀末には忍性によって真言院が創建されている。
元亀元年（1570年）から天正8年（1580年）まで戦われた織田信長と大坂本願寺による石山合戦によって伽藍が焼失するが、慶長2年（1597年）に豊臣秀吉により伽藍が復興され多宝塔が再建される。多宝塔は大阪市内最古の木造建造物である。
慶長20年（1615年）の大坂夏の陣によって再び戦火に遭うが、元和4年（1618年）に江戸幕府将軍徳川秀忠によって金堂が再建される。
太平洋戦争中の1945年（昭和20年）3月13日・14日に行われた第1回大阪大空襲によって、当院西側の大江神社や東側の四天王寺がほぼ全焼してしまう被害を受けたが、当院は被害を免れた。

## 境内
- 金堂（大阪府指定有形文化財） - 元和4年（1618年）徳川秀忠によって再建。
- 多宝塔（重要文化財） - 慶長2年（1597年）豊臣秀吉により再建。大阪市内最古の木造建造物。本尊は大日大勝金剛尊。
- 出世白龍明神 - 祭神：白龍明神
- 願成稲荷明神 - 祭神：荼枳尼天
- 禅堂
- 延命地蔵尊 - 聖徳太子が安置した六万体の地蔵菩薩のうちの一つとされる。
- 愛染かつらの木 - 川口松太郎の小説「愛染かつら」に出てくる愛染かつらの木のモデル。
- 庫裏
- 七福神
- 大力金剛尊殿 - 大相撲の第26代横綱大錦が満州巡業の際に見入り、自身の守護神とした像。大阪国技館に祀っていたが1950年（昭和25年）に当院に祀られる。
- 薬医門
- 総門

## 文化財

### 重要文化財
- 多宝塔

### 大阪府指定有形文化財
- 金堂

### 大阪市指定有形文化財
- 木造大日大勝金剛坐像 - 室町時代。多宝塔本尊。豊臣秀吉の奉納。

### 大阪市指定無形民俗文化財
- 勝鬘院の愛染まつり

## 愛染まつり
6月30日から7月2日にかけて勝鬘愛染会（愛染祭）が行われる。
「愛染まつり」は、大阪の三大夏祭り（天神祭・住吉祭）の一つとして知られる。本尊の開帳や縁起物の「花守り」の授与などが行われる。例年、約20万人の参拝客で賑わう。「大阪の夏祭り」の皮切りとも言え、大阪の風物詩の一つでもある。
2018年（平成30年）は「愛染まつり」の規模が縮小された。本尊の開帳・授与品の授与など、寺院内で行う宗教行事については例年通りであったが、露店の出店、愛染娘の募集・宝恵駕籠の行列などは中止された。
勝鬘院の今回の措置は、宗教行事である「祭り」を開催する趣旨を再確認するためであるとのことであった。また、以前から、騒音・若者のバイクの暴走、違法駐輪・ゴミのポイ捨て、立ち小便を行うなどの迷惑行為があり、近隣住民から、勝鬘院へ苦情が相次ぎ、これ以上、主催者側では対応できないと判断した。
今後の「愛染まつり」については、勝鬘院が近隣住民など、関係者と話し合いを重ねて、愛染娘の募集・露店の出店・宝恵駕籠の行列などの途絶えた行事・催し物・慣習を復活させるかの可否を決める予定である。

## 前後の札所
西国愛染十七霊場
1 勝鬘院 - 2 東光寺（門戸厄神）
聖徳太子霊跡
28 斑鳩寺 - 29 勝鬘院 - 30 瓦屋寺

## 所在地
- 大阪市天王寺区夕陽ヶ丘町5-36